# Sube y baja
Sube y baja és una pel·lícula de comèdia i esport mexicana de 1959 dirigida per Miguel M. Delgado i protagonitzada per Cantinflas, Teresa Velázquez i Joaquín García "Borolas". És l'última pel·lícula amb el nom del personatge de Cantinflas a finals dels 50's. Està doblada al català.

## Argument
La passió de Cantinflas per l'esport arriba fins a Don Gaspar que és un home de negocis i amo d'una prestigiosa botiga esportiva. Després d'observar-lo jugar un partit de futbol americà, decideix contractar-lo com a venedor.
Cantinflas comença a treballar a la botiga cometent errors, però la paciència de Don Gaspar l'ajuda a mantenir el seu treball. Però la repetició d'errades, fa que sigui degradat fins a arribar a ser ascensorista.

## Repartiment
- Cantinflas com Cantinflas / Felipe Del Hoyo / Fals Jorge Maciel.
- Teresa Velázquez com Lucy
- Joaquín García "Borolas" com Borolas
- Domingo Soler com Don Gaspar
- Carlos Agostí com Jorge Maciel
- Alejandro Ciangherotti com Pedro